# Provinční rekonstrukční tým Lógar

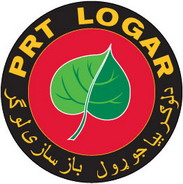
Znak PRT Lógar

Provinční rekonstrukční tým Lógar, který byl umístěn i s technikou na americké základně Shank u města Pol-e‘Alam (Púli Alam), hlavního města provincie Lógar ve východním Afghánistánu, zhruba šedesát kilometrů jihozápadně od Kábulu, byl společným projektem Ministerstva zahraničních věcí a Ministerstva obrany.
Český PRT tvořilo jedenáct (10-12) civilních odborníků, řízených Ministerstvem zahraničních věcí ČR, a cca 2-3 sty vojáků Armády ČR. Český PRT měl jedno z poměrově největších zastoupení civilních expertů v rámci PRT.[zdroj⁠?!]
PRT působil v Lógaru od 19. března 2008. Členy civilního rekonstrukčního týmu byli stavební inženýři, zemědělští inženýři, odborníci na rozvoj, veterinární medicínu, bezpečnost a média. Experti úzce spolupracovali s provinční vládou, radami starších (šúrami) a dalšími představiteli komunit na posilování jejich kapacit prostřednictvím vzájemné spolupráce na širokém spektru projektů, které měly dopad jak ve střednědobém časovém horizontu, tak z hlediska dlouhodobého rozvoje provincie.

## Hlavní cíle - udržitelnost
Hlavním cílem českého PRT ve střednědobém horizontu, cca do roku 2012, je položení základů pro udržitelný politicko-ekonomický rozvoj v provincii, asistence provinční vládě v napojení na vládu centrální a zahájení transformačního procesu PRT směrem k předávání zodpovědnosti afghánským partnerům.

### Udržitelná bezpečnost
Právě předání odpovědnosti afghánským partnerům je klíčem k odchodu českého PRT z Afghánistánu, proto je potřeba OMLT. Ani odchodem PRT však neskončí přítomnost České republiky v Afghánistánu, neboť Afghánistán byl definován jako priorita české zahraniční rozvojové spolupráce.[zdroj⁠?!]

## Priority rekonstrukce
Rekonstrukce se soustředí na 3 hlavní priority:
- snižování chudoby,
- vládu a bezpečnost,
- podporu vzdělanosti a zlepšování zdravotní péče.

Tyto priority jsou naplňovány projekty v oblastech obnovy školského systému, vodních zdrojů, podpory bezpečnosti, zdravotnictví, zemědělství, ženských práv a nezávislých médií. Tyto priority vycházejí z rozvojových dokumentů vytvořených afghánskou vládou - Afghánské národní rozvojové strategie (ANDS) a Afghanistan Compact.[zdroj⁠?!]

## Zásady působení PRT v Lógaru
Při přípravě, implementaci a vyhodnocení projektů se PRT soustředí především na:

### Udržitelnost
- Schopnost místních komunit dlouhodobě se starat o projekty vybudované PRT tak, aby to nekladlo nesplnitelné nároky na finanční či lidské zdroje

Např. PRT preferuje rozšíření školy před stavbou nové, neboť si je vědom, že afghánská vláda nemá dostatek učitelů, prostředky na vybavení nových budov, na platy učitelů, na údržbu a provoz nové budovy.

### Zjištění potřebnosti
- (tzv. needs assesment) - vlastním průzkumem v komunitách dokáží experti PRT rozlišit mezi reálnými potřebami komunity, kterým se v rámci projektů dále věnuje, a mezi seznamy projektů- tzv. wishlisty, které ovšem většinou nerespektují realitu v daných komunitách.

### Účast místních komunit
- PRT respektuje místní sociální strukturu a před zahájením projektů otevřeně jedná s komunitami a jejich představiteli (šúrami);
- požaduje, aby se komunity podílely na rozhodovacím procesu a zajistily bezpečné prostředí pro realizaci projektu.

### Spolupráce s provinčními úřady
- PRT podporuje projekty vzešlé z oficiálních okresních rozvojových rad a provinčních rozvojových plánů a posiluje tím tak legitimitu místní vlády a zároveň důvěru obyvatel k ní.
- V rámci spolupráce zároveň zvyšuje schopnost afghánských úřadů plnit své základní funkce.

### Místní firmy a materiály
- PRT pro realizaci svých projektů zásadně využívá místní dodavatele, zadává zakázky místním firmám a využívá místní pracovní síly. Tímto podporuje místní ekonomiku a zaměstnanost.

### Dlouhodobý efekt
- PRT při výběru a následné realizaci projektu klade veliký důraz na dlouhodobá řešení.

Například dává přednost opravě školy před dodáním provizorního stanu, ve kterém by se děti mohly učit.

### Transparentnost
- Během výběru a zadávání zakázek PRT postupuje dle jasně daných pravidel a zcela průhledně. Nastavuje takto standardy etického chování v afghánském tržním prostředí.

## Priority a projekty

### Bezpečnost
Jakýkoliv rozvoj je možný pouze ve stabilním prostředí. Stabilní bezpečnostní situace v provincii je také základním předpokladem pro odchod koaličních sil z Afghánistánu. Český PRT se soustředí především na spolupráci s Afghánskou národní policií (ANP) a armádou (ANA) - organizuje výcvikové kurzy pro příslušníky bezpečnostních složek ve školícím centru sloužícím pro vzdělávání a výcvik zejména afghánských policistů, neboť zejména policie se v Lógaru potýká s nedostatkem výcviku a vybavení: již 10. (listopad 2012) výcviková a poradní jednotka působí pod hlavičkou OMLT ("omeleta") - Operational Mentor and Liaison Team, na základně Carwille v provincii Vardak, místním obyvatelům spíše známou pod názvem Solthan Kheyl. Zde ve třítýdenních cyklech cvičí příslušníky praporu afghánské armády (kandak), často negramotné, tak i pomocí obrázků.

### Zemědělství
Zemědělství představuje hlavní zdroj obživy pro více než 80 procent obyvatel provincie Lógar. Místní zemědělci se však potýkají s nedostatkem technologií a kvalitních osiv, omezenými zdroji vody, střídáním sucha a povodní, s nedostatkem odborného vzdělávání.
Český PRT se v této oblasti soustředí zejména na vzdělávání zemědělců a na podporu zemědělské produkce. Ta zahrnuje pomoc rolníkům hlavně tam, kde již existuje dlouhodobý zájem. Rekonstrukční tým například postavil pět sklepů na ovoce a zeleninu, které pomáhají zemědělcům uchovávat produkty až do zimy, kdy je prodají s vyšším ziskem. PRT podporuje zpracování zemědělských produktů (rekonstrukce a výstavby sběrných center na mléko a dodávky potřebného vybavení k jeho uchovávání a zpracování. Dále PRT podporuje kupříkladu rozvoj hedvábnictví. Na všech projektech PRT spolupracuje s provinčním ministerstvem zemědělství a místními dobrovolnými zemědělskými družstvy (kooperativami), které sdružují zemědělce stejného zaměření a v tomto sektoru představují obnovující se soukromé podnikání.
V oblasti vzdělávání se PRT intenzivně věnuje nejrůznějším odborným kurzům. Školeními v oblastech marketingu, včelařství či používání solárních sušáren prošlo již více než 600 zemědělců z celé provincie a několik zaměstnanců provinčního ministerstva zemědělství.

### Vodní zdroje
Přestože tradiční afghánské zavlažovací systémy přivádí vodu i na ta nejodlehlejší pole, země pomalu vysychá. To má na svědomí rychlé střídání sucha a povodní i nedostatečná osvěta o tom, jak správně se vzácnou tekutinou nakládat. V neposlední řadě chybí afghánské provinční vládě prostředky na rekonstrukce jezů, ochranných zdí a dalších potřebných vodních staveb.
Hlavní prioritou českého PRT jsou menší projekty zaměřené na udržitelné dodávky vody do konkrétních komunit a protipovodňová opatření, proto stavíme jezy, opravujeme akvadukty a karézy (tradiční vodovodní systémy), opravujeme rigační kanály.

### Dobré vládnutí
PRT staví nová distriktní centra a zvyšuje bezpečnost těch stávajících. Podílí se na stavbě provinčního vězení a na rekonstrukci provinčního soudu. V jednotlivých sektorech civilní experti PRT poskytují mentoring zodpovědným úředníkům a poskytuje potřebné vybavení a školení.

### Nezávislá média
Afghánská mediální scéna byla významně postižena během vlády hnutí Tálibán. Afghánci směli poslouchat pouze propagandistickou rozhlasovou stanici Hlas Šaríi. Nyní v zemi působí desítky rozhlasových stanic, které jsou v zemi s osmdesátiprocentní (80%) negramotností pro většinu lidí hlavním zdrojem informací a mají velký význam pro posilování občanské společnosti.[zdroj⁠?!]
Rozhled a vzdělání novinářů se však omezuje na hranice okresu, v lepším případě provincie. Jediná možnost novinářského vzdělávání existuje jen v hlavním městě Kábulu.
Český PRT podporuje místní média především v oblasti zvyšování profesních kapacit novinářů a poskytování materiální podpory rádiím. Ve spolupráci s místními rádii také připravuje osvětové kampaně.

## Rozpočet PRT
Rozpočet českého PRT tvoří 80 miliónů korun ročně, které jsou vyhrazeny ze státního rozpočtu ČR. V roce 2010 přispěla částkou 300 000 euro i vláda Řecka.[zdroj⁠?!]

## Členové PRT
Vojenské jednotky PRT se střídaly po šestiměsíčních turnusech, civilní pracovníci PRT se střídali po roce:
| Doba nasazení                | Turnus | Velitel                                 | Vedoucí civilní části PRT         | Zástupce vedoucího civilní části PRT |
| ---------------------------- | ------ | --------------------------------------- | --------------------------------- | ------------------------------------ |
| 19. březen 2008 - srpen 2008 | 1.     | plukovník gšt. Ing. Ivo Střecha         | Václav Pecha                      | Igor Klimeš                          |
| srpen 2008 - březen 2009     | 2.     | podplukovník Pavel Lipka                | Václav Pecha                      | Igor Klimeš                          |
| březen 2009 - září 2009      | 3.     | podplukovník Petr Procházka             | Bohumila Ranglová                 | Jan Pejřil                           |
| srpen 2009 - březen 2010     | 4.     | plukovník Milan Schulc                  | Bohumila Ranglová                 | Jarmila Jelínková                    |
| březen 2010 - srpen 2010     | 5.     | plukovník gšt. Rudolf Honzák            | Matyáš Zrno                       |                                      |
| srpen 2010 - únor 2011       | 6.     | podplukovník Ctirad Gazda               | Matyáš Zrno                       |                                      |
| březen 2011 - srpen 2011     | 7.     | plukovník Miroslav Hlaváč               | Petr Svačina                      |                                      |
| srpen 2011 - únor 2012       | 8.     | podplukovník Ing. Pavel Andráško        | Petr Svačina, Magdaléna Pokludová |                                      |
| únor 2012 - srpen 2012       | 9.     | plukovník gšt. Ing. Antonín Genser      | Magdalena Pokludová               |                                      |
| srpen 2012 - únor 2013       | 10.    | plukovník gšt. Ing. Josef Kopecký, MSc. | Magdalena Pokludová               |                                      |

#### Bitvy ve Vardaku
- Útok na stanoviště COP Salar (6. červenec 2011)
- Bitva ve vádí u vesnice Dundokaj (31. březen – 1. duben 2011)

#### Bitvy v Lógaru
- Střetnutí u základny Shank (1. říjen 2008)
- Ostřelování základny Shank (13. srpen – 23. říjen 2008)